# Anaïs Breche
Anaïs Breche (27 de noviembre de 2000) es una deportista francesa que compite en gimnasia en la modalidad de trampolín.
Ganó una medalla de plata en el Campeonato Mundial de Gimnasia en Trampolín de 2023 y dos medallas en el Campeonato Europeo de Gimnasia en Trampolín, en los años 2018 y 2021.

## Palmarés internacional
| Campeonato Mundial | Campeonato Mundial       | Campeonato Mundial | Campeonato Mundial |
| Año                | Lugar                    | Medalla            | Prueba             |
| ------------------ | ------------------------ | ------------------ | ------------------ |
| 2023               | Birmingham (Reino Unido) | Medalla de plata   | Equipo             |
| Campeonato Europeo |                          |                    |                    |
| Año                | Lugar                    | Medalla            | Prueba             |
| 2018               | Bakú (Azerbaiyán)        | Medalla de plata   | Equipo             |
| 2021               | Sochi (Rusia)            | Medalla de bronce  | Equipo             |